# Atletismo nos Jogos Pan-Americanos de 1983 - 20 km marcha atlética masculina
A prova dos 20 km da marcha atlética masculina nos Jogos Pan-Americanos de 1983 foi realizada em Havana, Cuba.

## Medalhistas
| Ouro                     | Prata                    | Bronze                     |
| Ernesto Canto MEX México | Raul Gonzales MEX México | Héctor Moreno COL Colômbia |

## Resultados
| Posição           | Nome             | Nacionalidade      | Tempo   | Notas |
| ----------------- | ---------------- | ------------------ | ------- | ----- |
| Medalha de ouro   | Ernesto Canto    | MEX México         | 1:28:12 |       |
| Medalha de prata  | Raul Gonzales    | MEX México         | 1:29:21 |       |
| Medalha de bronze | Héctor Moreno    | COL Colômbia       | 1:30:05 |       |
| 4                 | Francisco Vargas | COL Colômbia       | 1:33:17 |       |
| 5                 | Marcel Jobin     | CAN Canadá         | 1:34:05 |       |
| 6                 | Jim Heiring      | USA Estados Unidos | 1:34:47 |       |
| 7                 | Víctor Alonzo    | GUA Guatemala      | 1:37:18 |       |
| 8                 | Santiago Fonseca | HON Honduras       | 1:38:38 |       |